# Len Sutton
Len Sutton (n. 9 august 1925 – d. 4 decembrie 2006) a fost un pilot de curse auto american care a evoluat în Campionatul Mondial de Formula 1 între anii 1958 și 1960.
1. ↑   http://www.usatoday.com/sports/motor/2006-12-05-sutton-obit_x.htm Lipsește sau este vid: |title= (ajutor)